# Materno Cinegio
Materno Cinegio (Latín: Maternus Cynegius; ¿Hispania?, ¿? - Berytos, 388) fue un alto funcionario romano del Imperio de Oriente bajo el reinado de Teodosio I el Grande, cónsul en 388, año de su fallecimiento.

## Orígenes
Se cree que Materno Cinegio procedía de Hispania, aunque su nombre ha hecho que algunos investigadores lo consideren de ascendencia griega, quizá de Capadocia. Debido a su meteórica carrera y los fastos de su funerales se ha supuesto que era pariente del emperador Teodosio, y de ahí su presunta hispanidad.

## Carrera política
Fue conde de la sagrada dádiva de 381 a 383, cuestor del sagrado palacio en 383 y prefecto del pretorio de Oriente desde comienzos de 384 hasta su muerte.
Fue acusado, casi un siglo después de su muerte, por Zósimo de ser un fanático niceno, acusándole del cierre de templos y prohibición de sacrificios, además de emitir leyes contra los judíos. Sin embargo, algunos autores recientes han cuestionado su papel en los acontecimientos y su reputación general como fanático cristiano y destructor de templos.
En 388 Teodosio le elevó al consulado, aunque murió ese mismo año. Fue enterrado en la Iglesia de los Santos Apóstoles de Constantinopla el 14 de marzo de 388. Al cabo de un año su esposa Acantia hizo trasladar a pie su cadáver desde Constantinopla a Hispania.
También se ha sugerido que le estaba destinada la villa romana de Carranque (Toledo), aunque no haya más que pruebas circunstanciales que apunten hacia ello, y Javier Arce Martínez, de la Universidad de Lille-3 y el CSIC, discrepa de tal posibilidad.